# Robert Andersson (polo aquático)

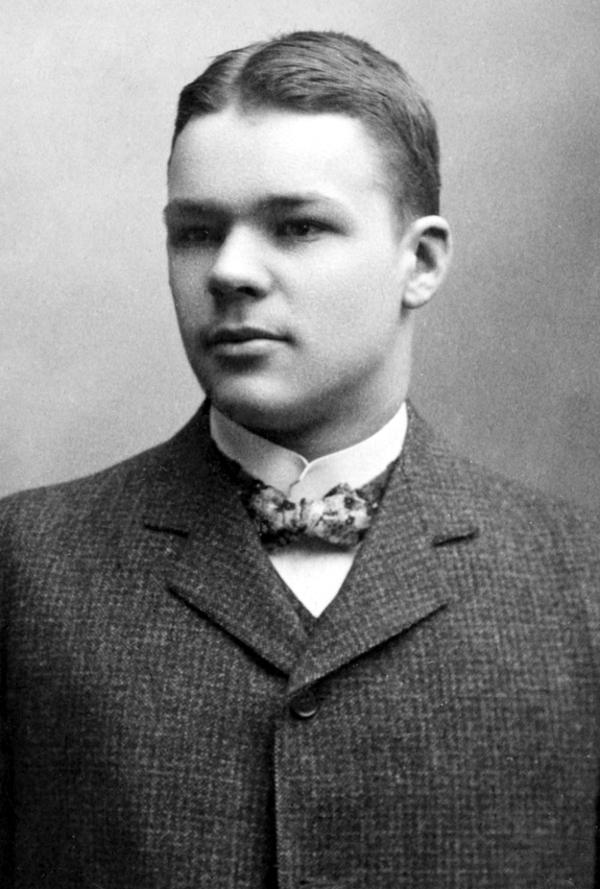
Robert Andersson

Robert Theodor Andersson (Estocolmo, 18 de agosto de 1886 - 2 de março de 1972) foi um nadador, saltador e jogador polo aquático sueco, medalhista olímpico.
Robert Andersson fez parte do elenco medalha de prata de Estocolmo 1912, e bronze em Londres 1920 e Antuérpia 1920. Ele competiu na natação e nos saltos ornamentais sem nenhum exito de medalha.